# 鳥獣尊
鳥獣尊（ちょうじゅうそん）、あるいは鳥獣形尊（ちょうじゅうけいそん）とは、中国古代文物の一類別で、形状が鳥獣に似た盛酒器の通称である。最も早く“鳥獣尊”を定義したのは、1941年、容庚が著した『商周彝器通考』（しょうしゅう いき つうこう）であり、この本は“鳥獣尊”の単一の分類を立てて、「鳥獣形における尊彝（そんい）を総称して尊（そん）とし」た。けれども、“鳥獣尊”と最初に名前を定めたのは青銅器を区分するためだったが、形式の類似した陶器も“鳥獣尊”と呼ばれた。

## 定義
最も早く“鳥獣尊”を定義したのは、1941年、容庚が著した『商周彝器通考』であり、この本は“鳥獣尊”単一の分類を立てて、「鳥獣形における尊彝（そんい）を総称して尊（そん）とし」た。“鳥獣尊”の“尊”は、専ら青銅器の名称“尊”の意味範囲あるいは青銅器の銘文中の“尊”の意味範囲とは全く異なる。専ら“尊”の名称は、侈口（大口）で腹部が太く鼓張し、丸い高足、形体がややふっくらとした類の青銅器を指し、それはまた「觚觶（こし）に似て巨（おおい）なる者」であり、銘文中の“尊”は、酒食器などの礼器の総称で、それはまた王国維が『説彝』の中で掲げた“大共名（広く共通する名前）”で、鳥獣尊の“尊”は盛酒器の通称であり、それも王国維が称する所の“小共名（やや狭い範囲で共通する名前）”である。:176-191
『周礼』「春官 司尊彝」中には、「六尊六彝を掌（つかさど）る位」の記載があり、「六尊六彝（りくそん りくい）」の中に鳥獣の名を冠しているものに、鶏彝・鳥彝・虎彝・蜼（い）彝・象尊があり、この外、『周礼』を注釈した鄭衆らの人々はさらに六尊中の“献尊”を“犠尊”だと見なしている。これらの器名に対して、漢代以来学者の説は一定せず、主要なものに尊の上の画像・工芸装飾・本体の形による3通りがある。商周青銅器の命名で、鳥獣形の礼器を尊の類に帰するのは宋朝に始まり、『博古図録』は外形が牛・象・鳧をした酒器を分類して、犠尊・象尊・鳧（ふ）尊と名を定めた。これは最も早く後の鳥獣尊の定義と符合する命名であり、宋以後、金石学者は多く『博古図録』に従った。1941年、容庚が『商周彝器通考』を刊行した後、学界は多く鳥獣形の盛酒器を鳥獣尊と総称するが、少し異議もある。:176-191

## 命名
杜廼松は『論青銅鳥獣尊』の中で、各鳥獣尊ごとに命名する時、その摸した動物に基づき、牛尊・羊尊・象尊・鳥尊などのようにその具体的名称を呼ぶべきであり、わずかに鳥獣形態を具えているとしても、それが何の動物であるか確実に分からない時は、慣習的呼び名を援用して、それを“犠尊”と称することができる、と指摘している。
銘文を帯びた鳥獣尊は、一般に青銅器の通称“尊彝”の2字を使用して、守宮鳥尊・盠駒尊・鄭仲犠尊などのように自然に呼ばれる。1974年陝西省宝鶏市茹家荘2号墓出土の井姫盂鏙（せいきうさい）は自然に“盂鏙（うさい）”と呼ばれ、杜廼松はこれをほとんど見られない名称あるいは地区の別称に属すると見なしている。2000年山西省曲沃県北趙村晋侯墓地113号墓出土の晋侯猪尊はすぐに自然と“飤（し）”と名づけられ、またほとんど見られない名称に属する。

## 分類
鳥獣尊が摸した動物の種類に基づいて、『中国青銅器総論』は、ありふれている鳥獣尊を主に、鴟鴞（しきょう）尊・禽（きん）尊・虎尊・象尊・犀尊・牛尊・羊尊・馬尊・兎尊・神獣尊などに分けることができるとしている。:182『論青銅鳥獣尊』は、それを分けて、鳥尊・鴞（きょう）尊・鴛鴦尊・鴨尊・牛尊・羊尊・猪尊・馬駒尊・象尊・虎尊・鳥首獣尊・兎尊などとしている。
| 分類   | 説明 | 備注 |
| ------ | --- | ---- |
| 鴟鴞尊 | 鴟鴞尊あるいは鴞尊・鴟鴞形尊と称し、それは既に出土した鳥獣尊中、最もよく見られる種類である。鴟鴞は俗称でフクロウでもあり、鳥類の一種で、頭が大きく、嘴が短くて彎曲している。 |      |
| 禽尊   | 禽尊あるいは鳥尊と称し、これは鴟鴞以外のその他の鳥類象形器を指し、その象った鳥類が判別できるなら、一般に“鶏尊”・“鴨尊”・“鳳鳥尊”などと命名され、もし判別が難しければ“禽尊”あるいは“鳥尊”と命名される。                                                                           |      |
| 虎尊   | 虎尊あるいは虎形尊と称する。陝西宝鶏が虎尊を1件出土したことがある。 |      |
| 象尊   | 象尊あるいは象形尊と称する。米国フリーア美術館が双象尊を所蔵しており、フランスのギメ博物館が象尊を1件所蔵しており、1974年陝西宝鶏と1975年湖南醴陵が共に象尊を出土している。 |      |
| 犀尊   | 犀尊あるいは犀形尊と称する。1963年、陝西興平豆馬村が錯金銀雲紋銅犀尊を出土し、米国サンフランシスコ・アジア美術博物館が小臣艅犀尊を所蔵している。 |      |
| 牛尊   | 牛尊あるいは犠尊と称するが、典籍中の“犠”が牛の別称ではなく、それは純色あるいは毛が生えそろっていることを指すので、朱鳳瀚らの学者は“牛尊”と称すべきであって、“犠尊”ではないと認識している。1967年、陝西省岐山県賀家村出土の西周牛尊、2000年、河南安陽殷墟花園荘東出土の亜長牛尊。 |      |
| 羊尊   | 日本の藤田美術館が羊尊1件を所蔵しており、1938年、湖南寧郷出土の四羊方尊。 |      |
| 馬尊   | 馬尊あるいは馬形尊・馬駒尊と称する。1955年、陝西眉県出土の盠駒尊。 |      |
| 兎尊   | 兎尊あるいは兎形尊と称する。1992年、山西曲沃出土の2件の兎尊、保利芸術博物館が収蔵する兎尊が1件ある。 |      |
| 貘尊   | 貘の体型はブタに似ているが、やや大きく、鼻が丸まって長く、自由に伸縮できる。1974年、陝西宝鶏茹家荘出土の井姫盂鏙、2006年、山西絳県出土の2件の西周貘尊。 |      |
| 豕尊   | 豕尊あるいは猪尊と称する。1981年、湖南湘潭で豕尊1件が出土。 |      |
| 神獣尊 | 『中国青銅器総論』は、“鄭仲犠尊”・“鳥首獣尊”を“神獣尊”の分類に帰している。 |      |

## ギャラリー

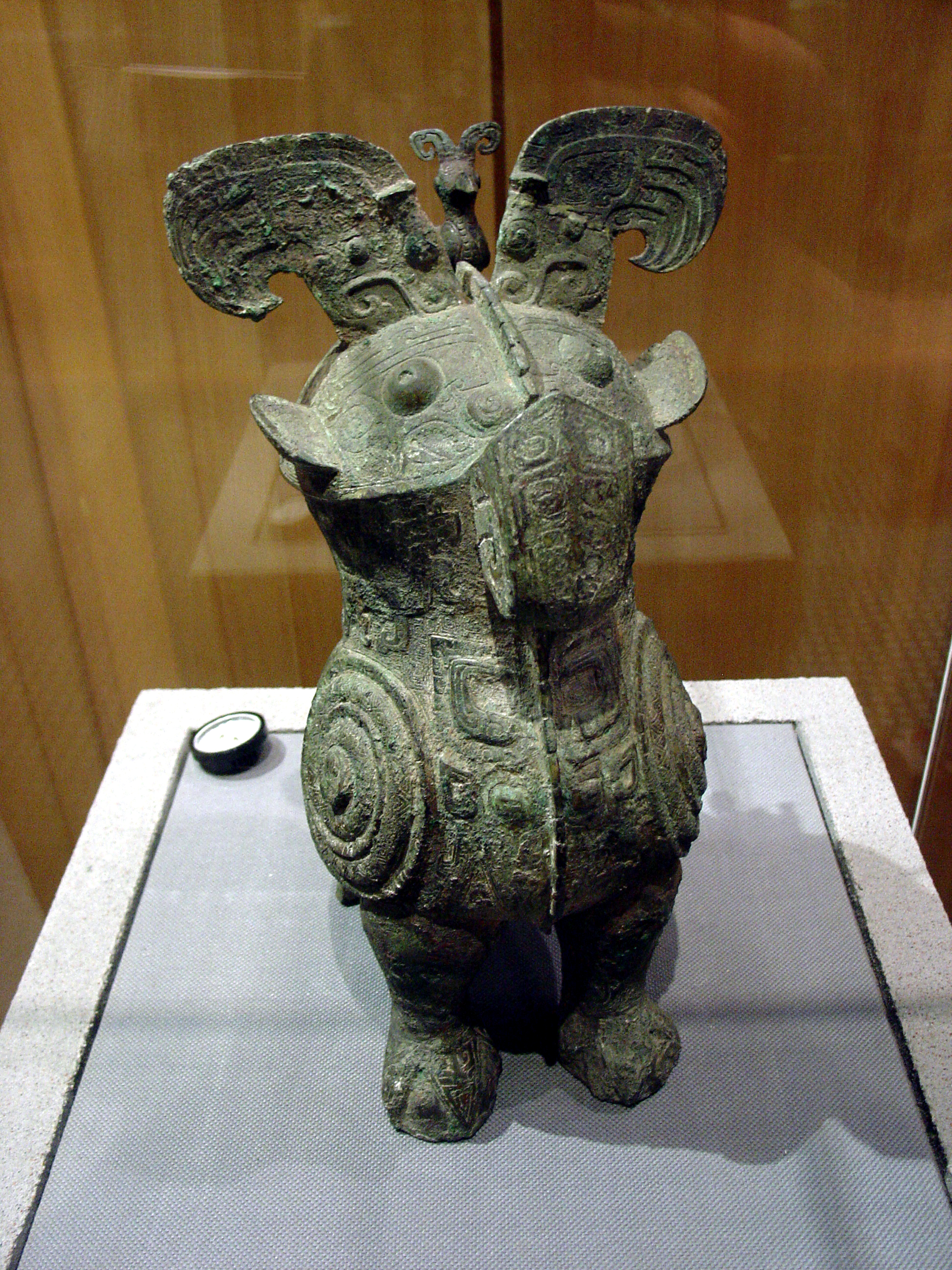
婦好鴞尊（中国語版）
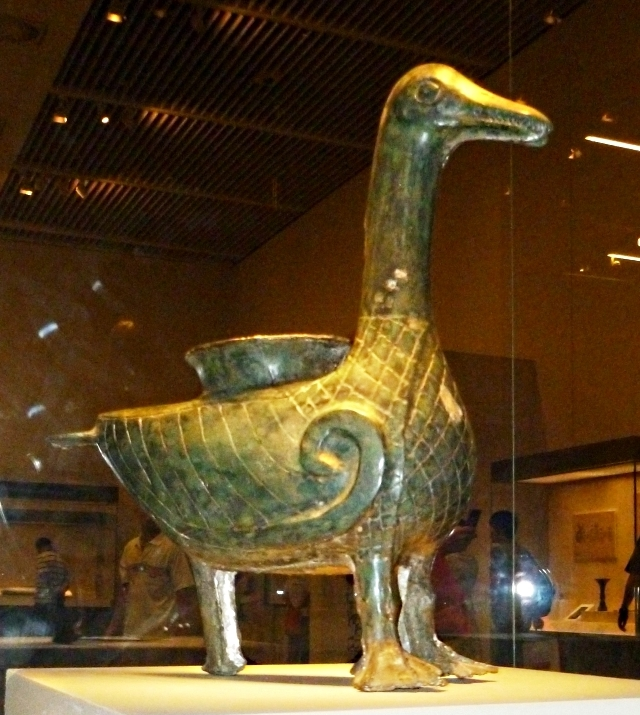
西周鴨尊
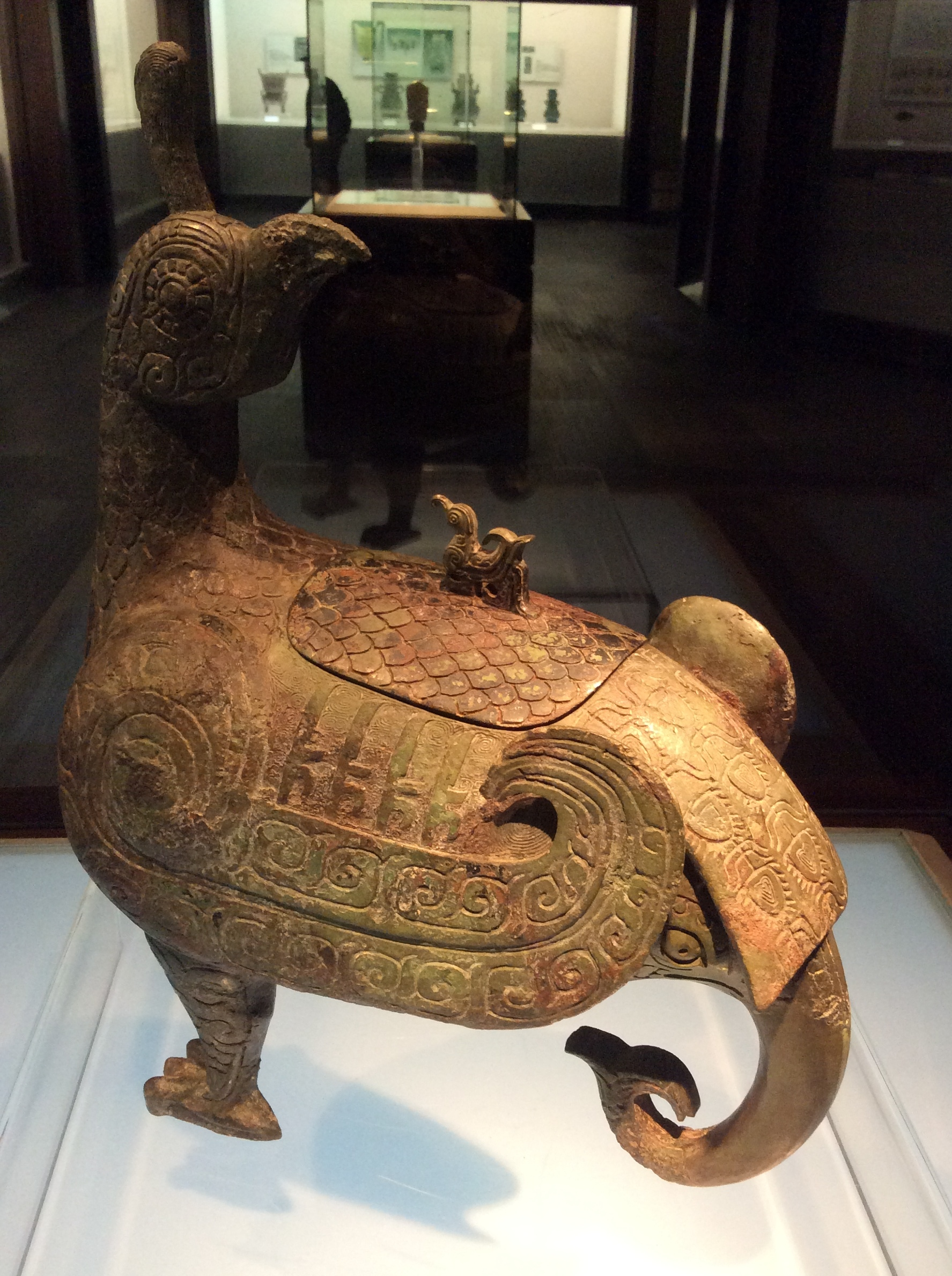
晋侯鳥尊
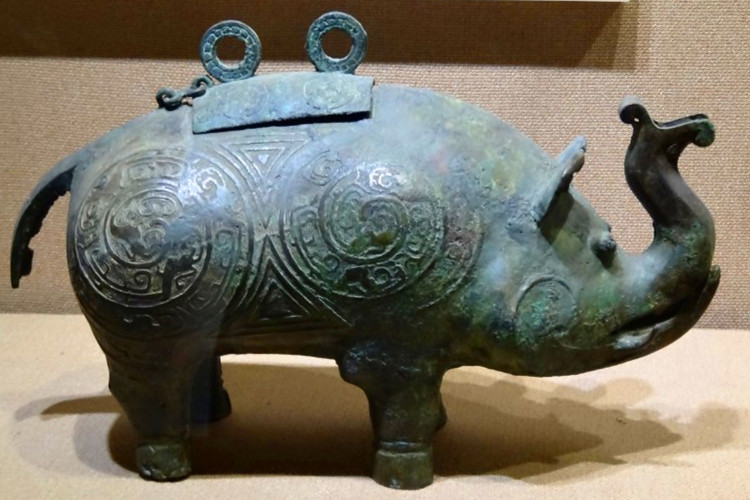
象尊、1974年、宝鶏茹家荘一号墓出土。
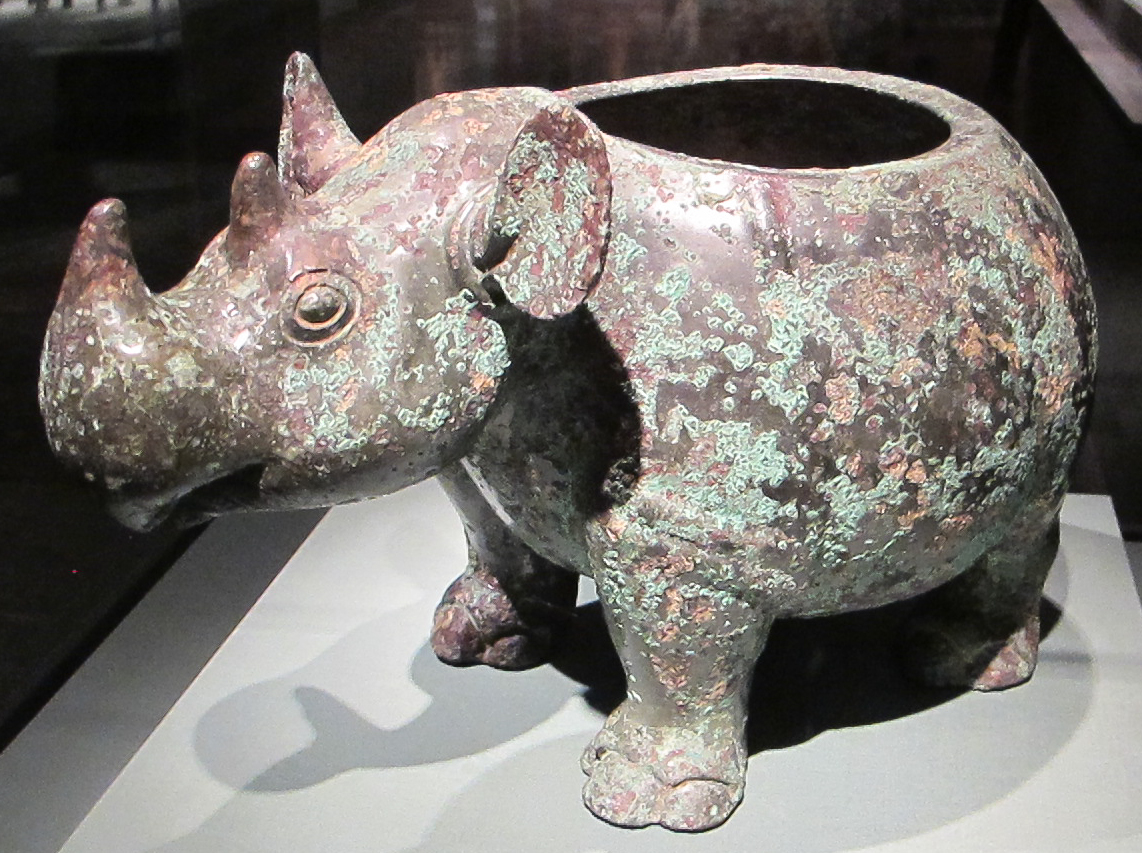
小臣艅犀尊
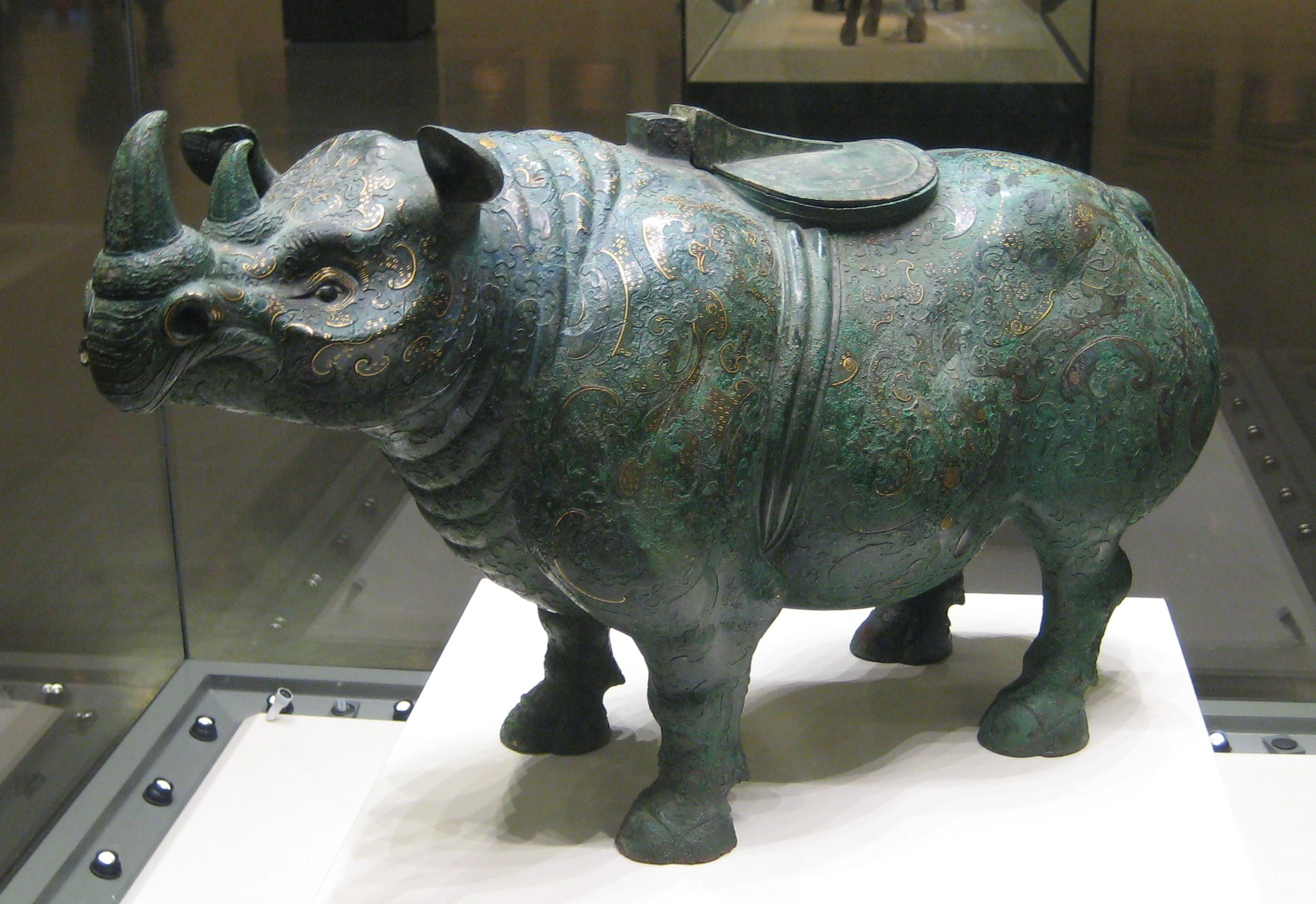
錯金銀雲紋銅犀尊
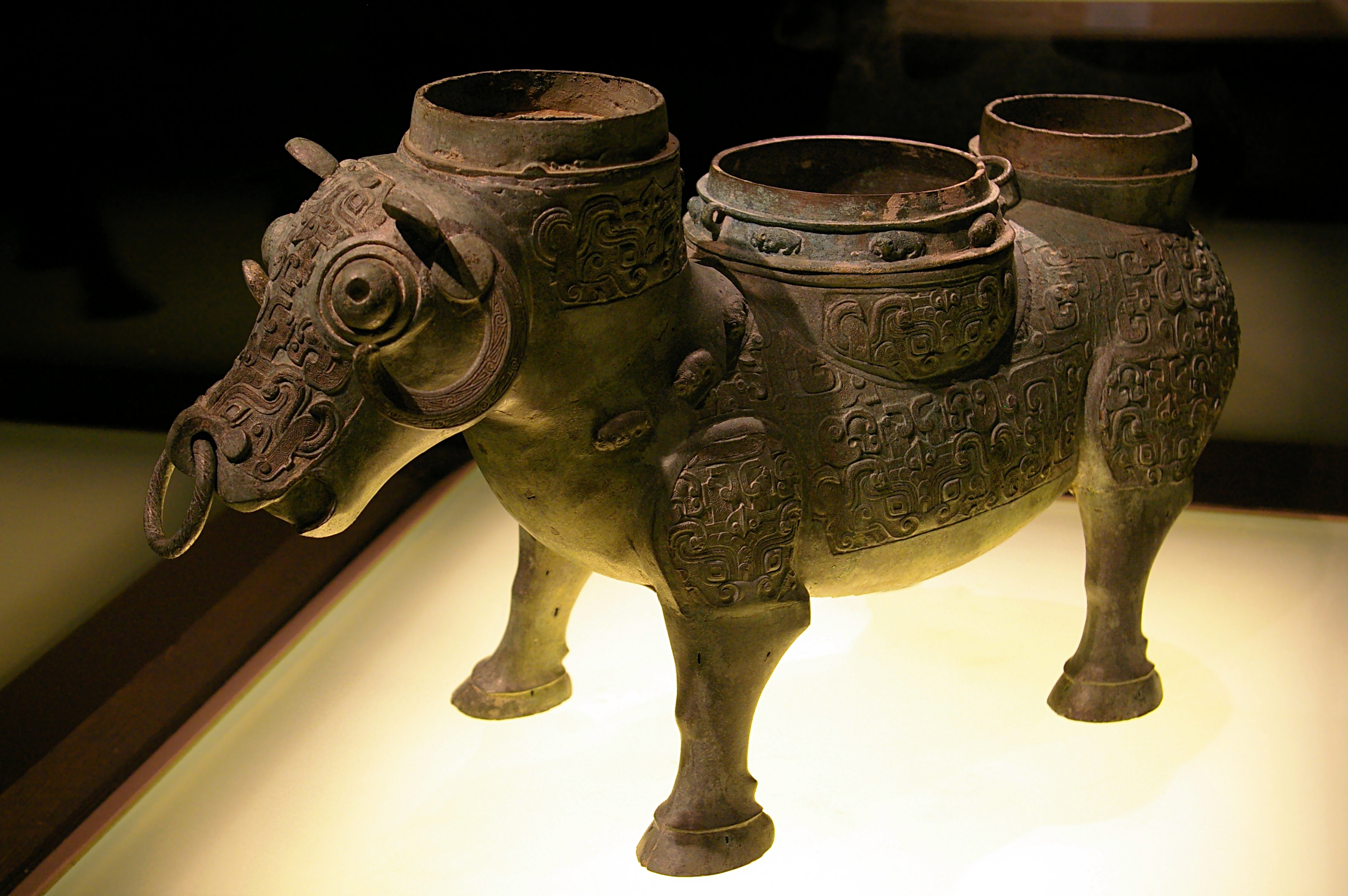
牛鼻穿孔銅牛尊
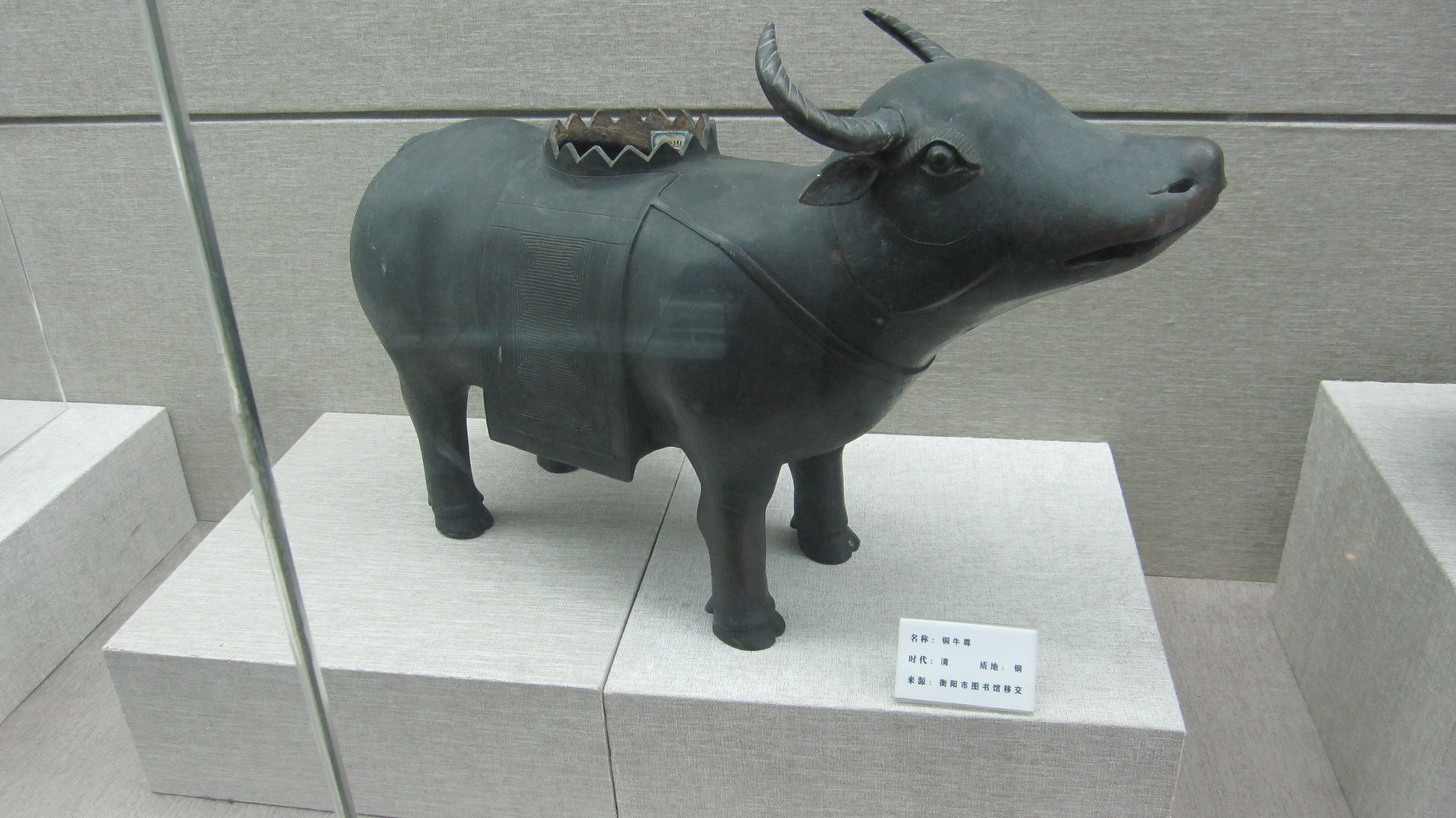
銅牛尊、清、衡陽市博物館（中国語版）収蔵。
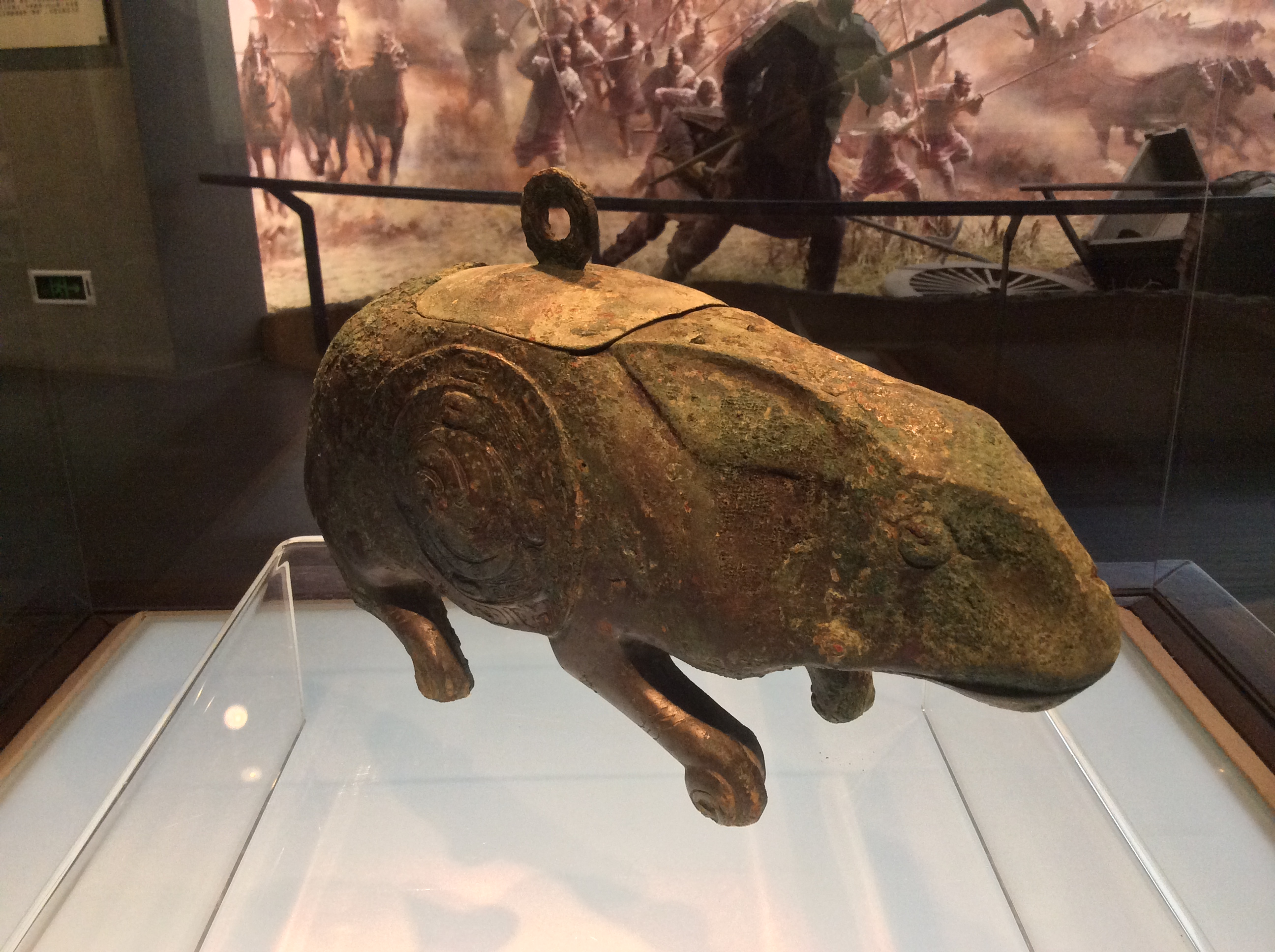
兎尊、1992年、晋侯墓地出土。
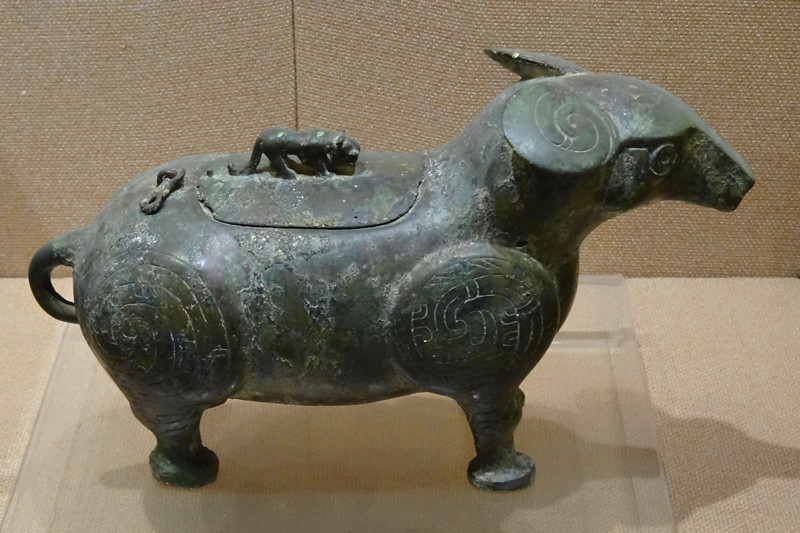
井姫盂鏙
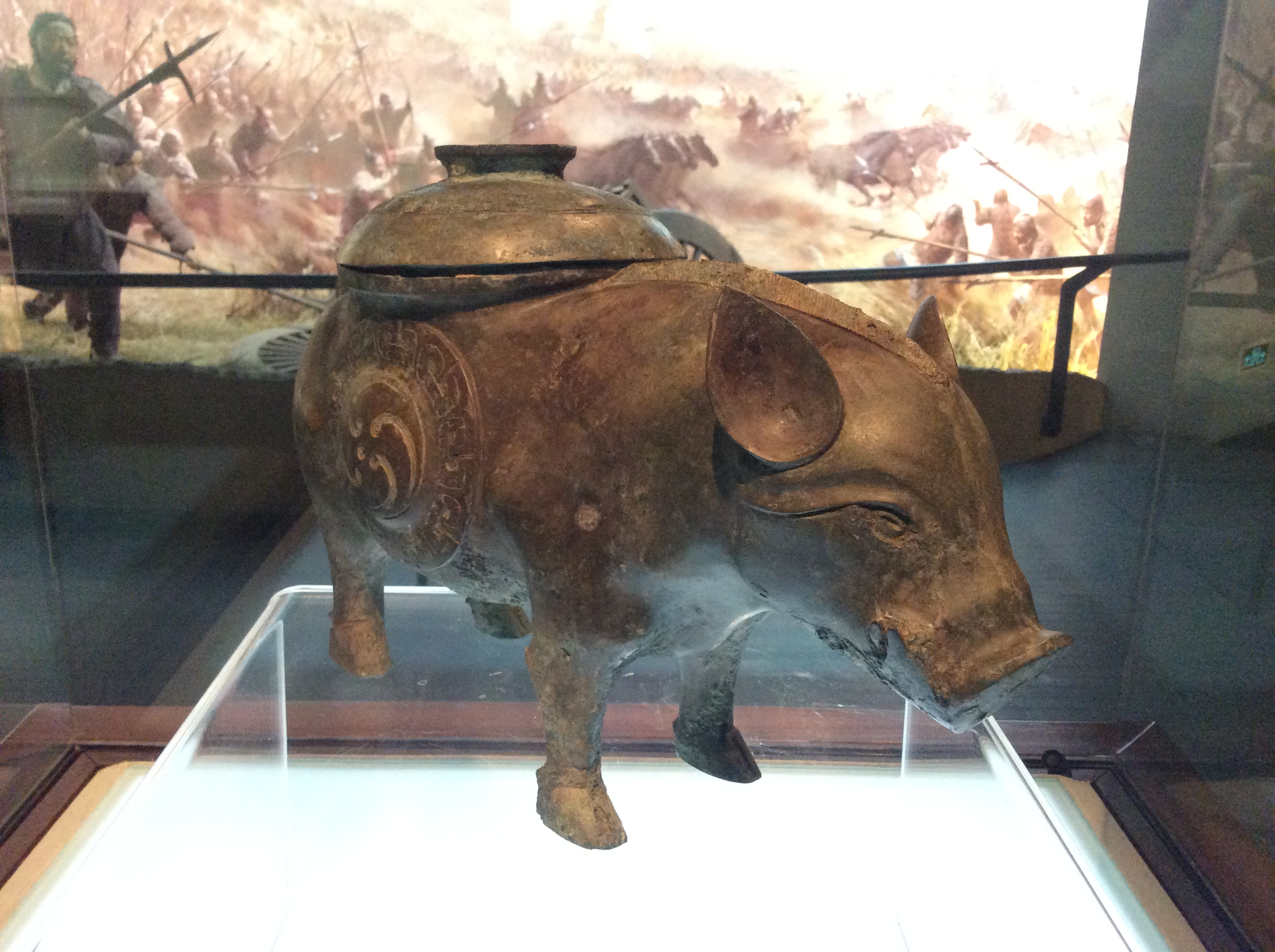
晋侯猪尊
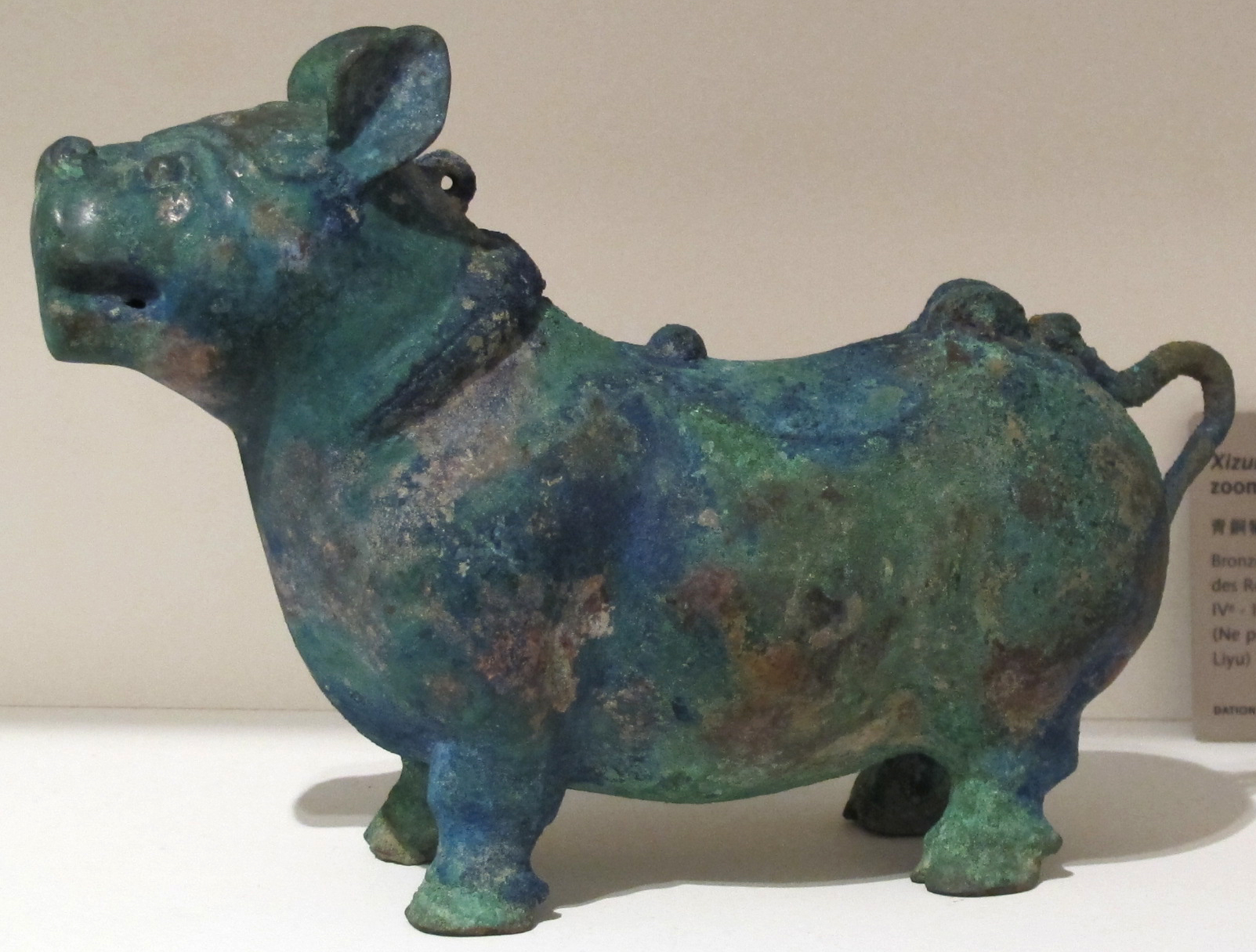
戦国犠尊、ギメ博物館蔵。
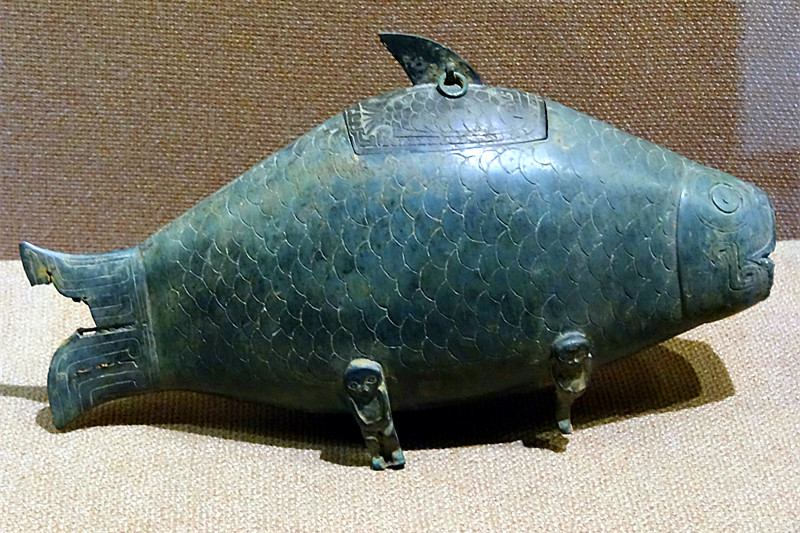
魚尊、1988年、宝鶏茹家荘窖蔵出土。